# Crossdocking
Crossdocking, ou cross-docking, define-se como um método de distribuição, no qual a mercadoria recebida num armazém ou centro de distribuição, não é estocada como seria prática comum até há pouco tempo, mas é preparada para o carregamento e distribuição ou expedição a fim de ser entregue ao cliente ou consumidor imediatamente, ou, pelo menos, o mais rapidamente possível.
Consiste na transferência ou movimento dos produtos ou mercadorias do ponto de recebimento ou recepção, diretamente para o ponto de expedição e entrega, com tempo em estoque limitado ou, se possível, nulo, permitindo que os responsáveis pelos centros de distribuição se concentrem no fluxo de produtos ou mercadorias e não na armazenagem das mesmas.
O crossdocking pode ser definido como uma operação do sistema de distribuição na qual os produtos de um veículo são recebidos, separados, e encaminhados para outro veículo. Uma aplicação do crossdocking (que literalmente designa "atravessamento de docas"), usada principalmente na execução de entregas em centros urbanos, onde a circulação de veículos de grande porte sofre restrições sobre a sua dimensão e peso, impedindo-os de efetuar as entregas. Tais veículos descarregam seus produtos em um armazém, os produtos cruzam o armazém através de esteiras, e em seguida carregam outro veículo de menor porte, que efetuará as entregas.
O crossdocking, pelas razões apontadas acima, também é conhecido por sistema de distribuição (flow through).

## Diferença para o modelo tradicional
O sistema tradicional de processamento de mercadorias em armazéns e ou centros de distribuição é um sistema que se caracteriza por uma “desorganização controlada” onde frequentemente os serviços ou atividades decorrem de forma desarticulada, sem organização e com custos operacionais mais elevados, ou seja, a prestação de um mal serviço. A técnica crossdocking surge como uma evolução em todo o processo logístico. O objetivo é fazer a transferência de mercadorias o mais rápido possível.
A grande diferença entre o modelo tradicional e o crossdocking é que, no modelo tradicional, as mercadorias chegavam e eram armazenadas até serem solicitadas pelos clientes. A  produção era realizada para stock e empurrada para o cliente. No crossdocking, as mercadorias chegam (just in time) na medida em que o cliente já as solicitou ou está em vias de as solicitar, pelo que são imediatamente processadas e enviadas, eliminando assim a necessidade de armazenagem.

## Vantagens
O crossdocking, indo ao encontro da redução de custos através da redução das operações de movimentação e redução dos níveis de stock, trabalha com pedidos de ordens dos clientes em menores quantidades sendo entregues com maior frequência procurando a qualidade e satisfação do cliente. As vantagens são mútuas para cliente e fornecedor donde se destacam as seguintes;
- Redução de Tempo: sem duvida a maior de todas as Vantagens.
- Redução de custos: todos os custos associados com o excesso de estoque e com distribuição são reduzidos, já que o transporte é feito com FTL (logística) (Full Truckload) e de forma mais frequente.
- Redução de área física necessária no centro de distribuição: com a redução ou eliminação do estoque, a área necessária no centro de distribuição é reduzida.
- Redução da falta de estoque nos clientes: devido ao constante abastecimento, em quantidades menores mas mais frequentes como já foi referido.
- Redução do número de estoque em toda a cadeia de abastecimento: o produto passa a fluir pela cadeia de abastecimento não sendo colocado em estoque
- Redução da complexidade das entregas no cliente: é realizada uma única entrega formada com toda a variedade de produtos dos seus diversos fornecedores, em apenas um único caminhão.
- Aumento do turn - over (turn – around) no centro de distribuição: a rotatividade dentro do centro de distribuição aumenta, já que o sistema opera com entregas em menores quantidades e com maior frequência.
- Aumento da disponibilidade do produto: devido ao constante abastecimento ao cliente.
- Suaviza o fluxo de mercadorias: torna-se constante devido as encomendas frequentes.
- Redução do nível de estoque: mercadorias não para para stock, mercadorias tornam-se em inventário.
- Torna-se acessível os dados sobre o produto: devido ao uso de tecnologias de informação que proporcionam a comunicação entre os elos da cadeia logística, como por exemplo o EDI que unifica a base de dados.

## Desvantagens
A técnica crossdocking apresenta também algumas desvantagens, nomeadamente nos custos e relativamente elevado esforço requerido aos diversos membros da cadeia de abastecimento para que esta técnica seja bem sucedida.
O trabalho em equipa dos vários intervenientes da cadeia de abastecimento é fundamental. Se em termos práticos se fala em fluxo de mercadorias, em termos funcionais fala-se em fluxo de informação e tanto um como outro devem ser contínuos e devidamente geridos. Se não se verificar coordenação, pode ocorrer excesso de envio de encomendas, com consequente formação de estoque.
No auxílio do fluxo de informação encontra-se a aplicação da mais recente tecnologia como rádio, internet, sistemas informáticos com os respectivos programas de gestão associados e ainda o EDI e ECR.

## Implementação
A técnica de crossdocking não é fácil de ser implementada no entanto podem-se apresentar alguns pré requisitos que ao serem reunidos contribuem para o sucesso desta técnica. Requisitos esses que são:
- Parceria: Quando um membro da cadeia de abastecimento implementa o sistema crossdocking, geralmente os custos e esforços dos outros membros aumentam. Por isso, todos os membros da cadeia de abastecimentos devem ser capazes de suportar as operações do crossdocking.
- Confiança na qualidade: A qualidade deve ser construída e não inspeccionada, ou seja, a responsabilidade da qualidade está na produção.
- Comunicação entre os membros da cadeia de abastecimentos: Dados sobre vendas, pedidos, previsão de chegada, entre outros dados, devem ser compartilhados de forma a facilitar o planeamento de cada elo da cadeia de abastecimento.
- Comunicação e controle das operações: Informações como o tipo de produto e quando será recebido, em que quantidade e com que destino, são essenciais para o planeamento das operações dentro das instalações (centros de distribuição ou armazéns) que utilizam o crossdocking.
- Mão de obra, equipamentos e instalações: Como o sistema crossdocking envolve a quebra de cargas consolidadas, separação de pedidos e mão de obra para realizar tais tarefas, deve haver espaço suficiente e mão de obra e equipamentos especializados para a realização dessas tarefas.
- Gestão estratégica: Além de todo o planeamento, parceria, uso de equipamentos e sistemas adequados e alterações na força de trabalho, o cross docking requer um certo nível de gestão do trabalho, isto porque, quando ocorrem problemas, recursos e mão de obra devem ser reorganizados de forma a normalizar a situação sem que ocorram perdas.

Acrescenta-se também que devido à complexidade natural do crossdocking este se deva aplicar na movimentação de produtos cujo custo unitário associado à falta do mesmo em stock seja o mais baixo possível.
O facto de esses custos serem baixos permite que na eventualidade de ocorrer uma falta dos mesmos o impacto que venham a ter na cadeia seja diminuído, pelo menos no que toca aos custos directos, e dessa perspectiva permite adoptar-se uma estratégia de redução ao mínimo dos stocks, aceitando-se a crescente probabilidade da ocorrência de falha.
Para uma boa implementação do crossdocking como sistema de distribuição de mercadorias e produtos devem ser considerados os seguintes factores:
- A formação de uma equipa multidisciplinar e multi funcional
- Desenvolvimento de forma planeada e organizada das mudanças necessárias.
- Implementação de um programa piloto
- Implementação e teste das mudanças
- Evolução do programa piloto e implementação das mudanças
- Implementação
- Uma revisão periódica das operações e se necessário repetir todo o processo.

## Subdivisões e formas
É importante referir que diversos autores fazem uma subdivisão de crossdocking dependendo do tipo de movimentação das mercadorias ou produtos, tem-se então:
- Movimentação continua inutilizado: verdadeira forma de crossdocking, a mercadoria flui directamente dos pontos de recepção para os locais de despacho o mais rapidamente possível.
- Movimento consolidado: as mercadorias recebidas são quebradas e parte destas são destinadas a determinados clientes enquanto que uma outra parte é destinada a outros clientes ou então direccionada para estoque podendo ser combinada com outros itens presentes em estoque tradicional formando assim um pedido completo. Esta forma de crossdocking é também vulgarmente conhecido por híbrida.
- Movimento de distribuição: Os produtos ao serem recebidos são quebrados e combinados entre si para serem distribuídos em cargas completas para os respectivos clientes.

Existem três formas de crossdocking:
- Feito à palete completa
- Feito à palete mista
- Feito à palete pré-sortida

Esta primeira forma não sobrecarrega nem produtores ou fornecedores nem distribuidores ou cliente. A segunda forma onera principalmente distribuidores ou clientes, visto que à serviço de picking por parte da loja (se esta possuir centro de distribuição é lá que deve ser feito). A terceira forma de cross docking sobrecarrega os produtores ou fornecedores pelo facto de este necessitarem enviarem as paletes (caso seja paletização, mas também podem ser caixas ou outros) para o centro de distribuição do distribuidor ou cliente já pré-sortidas, segundo a necessidade de cada ponto de venda.
Das três formas de cross docking a mais eficiente é sem dúvida à palete completa, uma vez que permite a redução do stock em ambos os parceiros. As outras duas formas tornam mais desembaraçada a corrente de produtos, mas por outro lado pode dar origem a um aumento de sobrecarga de um dos parceiros, podendo ser posta em causa, por falta de benefícios para ambos (Carvalho, 2004).